# Parade's End (minissérie)
Parade's End (pt.: O Fim de Uma Época) é uma minissérie da BBC / HBO / VRT, que estreou na BBC Two em 24 de agosto de 2012 no Reino Unido e 26 de fevereiro de 2013 na HBO nos Estados Unidos. É uma adaptação da tetralogia de romances com o mesmo nome escritos por Ford Madox Ford. Os cinco episódios são dirigidos por Susanna White e escritos por Tom Stoppard. O elenco é liderado por Benedict Cumberbatch e Rebecca Hall como Christopher e Sylvia Tietjens, juntamente com Adelaide Clemens, Rupert Everett, Miranda Richardson, Anne-Marie Duff, Roger Allam, Janet McTeer, Fredie Fox, Jack Huston e Steve Robertson. No Brasil, a minissérie estreou em 4 de março de 2013 na HBO. Em Portugal, a série foi exibida pela RTP2 entre 25 de janeiro e 22 de fevereiro de 2014.
A minissérie foi exibida no Festival de Cinema de Ghent em 11 de outubro de 2012.

## Produção
O produtor Damien Timmer se aproximou de Sir Tom Stoppard para escrever a adaptação, depois de ler o romance, Stoppard concordou em escrever o roteiro,, que marcaria sua volta a televisão após uma ausência de 30 anos. Stoppard considerou Benedict Cumberbatch para o papel de Christopher Tietjens mesmo antes de Sherlock o torná-lo uma celebridade global. Adelaide Clemens foi escalada como Valentine depois de chegar para sua audição em roupas de época. Inicialmente, os produtores estavam relutantes em lançar uma atriz australiana, mas voltaram atrás depois de descobrirem que o pai de Clemens é cidadão britânico.
Uma parte significativa da minissérie foi filmada em Kent em Dorton House e na Igreja de St. Thomas a Becket. Cenas adicionais foram filmadas no Freemasons' Hall em Londres e no Ducombe Park. O resto da minissérie foi filmada na Bélgica, incluindo o Castelo Poeke na cidade de Aalter, utilizando cenas no Frente Ocidental recriado em Flandres.
Stoppard fez alterações a partir do romance original, como a exclusão da maior parte do quarto livro, agilizando o plano para focar o triângulo amoroso e adicionando abertamente cenas de sexo. A exclusão do quarto romance original foi fusionada por Graham Greene em 1963, e Ford sempre referiu o romance como uma trilogia. "Ele pode ter escrito o quarto para cumprir um contrato ou porque ele precisava de mais dinheiro", disse Michael Schmidt, o executor do espólio literário de Ford.

## Enredo
Um triângulo amoroso se desenvolve entre o antiquado Christopher Tietjens, sua vingativa mulher Sylvia e a jovem sufragista Valentine Wannop, no meio da Primeira Guerra Mundial e de uma Europa à beira de uma mudança profunda. Enquanto a guerra se arrasta, Christopher vai lutar na França, e deixa para trás com Sylvia, um filho que pode ou não ser dele, e Valentine. Ele deve finalmente decidir com quem ele deve permanecer por toda a sua vida: a bela Sylvia ainda manipuladora ou a adorável Valentine.

## Elenco
- Benedict Cumberbatch como Christopher Tietjens
- Rebecca Hall como Sylvia Tietjens
- Janet McTeer como Sra. Satterthwaite, mãe de Sylvia
- Ned Dennehy como Padre Consett, padre católico
- Adelaide Clemens como Valentine Wannop
- Miranda Richardson como Sra. Wannop, mãe de Valentine
- Freddie Fox como Edward Wannop, jovem irmão de Valentine
- Rupert Everett como Mark Tietjens, meio-irmão de Christopher
- Stephen Graham como Vicent MacMaster, colega de Christopher
- Anne-Marie Duff como Edith Duchemin
- Rufus Sewell como o Reverendo Duchemin, marido de Edith
- Roger Alam como General Campion
- Jack Huston como Gerald Drake
- Tom Mison como Potty Perowne
- Anna Skellern como Bobbie Pelham
- Patrick Kennedy como McKechnie
- Steven Robertson como Coronel Bill Williams
- Alan Howard como sênior dos Tietjens
- Misha Handley como Michael Tietjens (com 4 anos)
- Rudi Goodman como Michael Tietjens (com 8 anos)
- Lucinda Raikes como Evie; empregada de Sylvia
- Jamie Parker como Brownlie

## Episódios
- Episódio 1

Insegura com o parentesco de seu filho, a socialite Sylvia Satterthwaite se casa o aristocrata Christopher Tietjens. Seu casamento é infeliz e Sylvia o deixa por outro homem. Durante as férias com seu amigo MacMaster, Christopher conhece a bela sufragista Valentine Wannop, mas é muito honroso para ser infiel a sua mulher.

- Episódio 2

Christopher e Sylvia concordam em retomar sua vida de casados juntos publicamente, embora particularmente estejam afastados. Com o desenrolar da guerra, Christopher tenta lutar contra seus sentimentos por Valentine.

- Episódio 3

Com o advento da guerra, Christopher descobre que seus inimigos foram espalhando falsos rumores sobre ele e Valentine.

- Episódio 4

Um Christopher recuperado vai para um posto longe das linhas de frente em Rouen, França. Sylvia decide visitá-lo para discutir o seu futuro.

- Episódio 5

Sylvia tenta impedir Christopher de voltar para Valentine como a guerra se aproxima do fim.

## Recepção
A série tem recebido muitos elogios dos críticos britânicos como o do The Independent, Grace Dent, indo tão longe a ponto de proclamar que foi "uma das melhores coisas que a BBC já fez". Outros elogiaram Cumberbatch e Hall nos papéis principais. Cumberbatch por sua capacidade de expressar dor reprimida com Gerard Gilbert do The Independent dizendo "Talvez nenhum outro ator de sua geração foi tão capaz de sugerir o tumulto sob uma superfície crocante aparentemente inerte". Hall foi elogiada como "uma das grandes personagens femininas da década passada" por Caitlin Moran, que também escreveu que "o roteiro e direção têm nível de gênio de QI".

Parade's End atraiu 3,5 milhões de espectadores para o seu primeiro episódio, tornando "o drama mais visto desde que Roma foi ao ar em 2005".